# Inaspettata
Inaspettata è l'undicesimo album di Biagio Antonacci pubblicato il 13 aprile 2010 su etichetta discografica Iris/Sony. Produce lo stesso Antonacci con arrangiamenti di Celso Valli, Michele Canova Iorfida e Guido Style. Il 23 novembre 2010 viene pubblicata una versione deluxe dell'album, che presenta un secondo CD contenente l'inedito È già Natale, la demo di Ragazza occhi cielo e la versione completamente in italiano di Inaspettata, interpretata dal solo Antonacci.
Lanciato dal singolo Se fosse per sempre, il disco contiene due duetti: in Inaspettata (Unexpected) Biagio canta con Leona Lewis, in Ubbidirò con i Club Dogo. Da questo album vengono estratti complessivamente cinque singoli: a Se fosse per sempre seguono Inaspettata (Unexpected), Buongiorno bell'anima, Chiedimi scusa e Ubbidirò. Tutti i brani sono scritti e composti da Biagio Antonacci, che firma Inaspettata (Unexpected) con Leona Lewis, Ubbidirò con Cosimo Fini e Francesco Vigorelli e Resterà di te con Guido Carboniello.
Inaspettata debutta in classifica il 22 aprile 2010 direttamente in prima posizione, dove resiste per 4 settimane consecutive: dopo un mese di permanenza in classifica l'album viene così certificato disco di platino, con oltre 60,000 copie vendute. Rimane in Top 20 per 41 settimane totali senza interruzioni e nella classifica all-time degli album italiani più venduti si piazza al 41º posto.

## Tracce
1. Vivi l'avventura - 4:07
2. Se fosse per sempre - 3:34
3. Buongiorno bell'anima - 4:12
4. Inaspettata (Unexpected) - con Leona Lewis - 4:02
5. Chiedimi scusa - 3:42
6. Lei, lui e lei - 4:36
7. Ubbidirò - con i Club Dogo - 4:09
8. Resterà di te - 4:05
9. Questa donna - 3:54
10. La rarità - 3:35
11. Migrazione - 4:57

Traccia bonus della versione iTunes
1. Inaspettata – cantata solo da Biagio Antonacci

## Classifiche
| Classifica (2010) | Posizione massima |
| ----------------- | ----------------- |
| Grecia            | 9                 |
| Italia            | 1                 |
| Svizzera          | 33                |

### Classifiche di fine anno
| Classifica (2010) | Posizione |
| ----------------- | --------- |
| Italia            | 3         |
| Classifica (2011) | Posizione |
| Italia            | 33        |